# Công Dương (họ)
Công Dương là một họ của người Trung Quốc (chữ Hán: 公羊, Bính âm: Gōngyáng). Trong danh sách Bách gia tính họ này đứng thứ 420.
Công Dương có nguồn gốc từ họ Công Tôn và phân bố chủ yếu ở huyện Thanh Phong, tỉnh Hà Bắc, Trung Quốc.

## Người Trung Quốc họ Công Dương nổi tiếng
- Công Dương Cao, tác giả cuốn sử kí "Công Dương truyện"